# Antabamba
Antabamba (en quechua: Antapampa, de anta «cobre» y panpa «llanura», 'llanura del cobre') es una ciudad peruana, capital del distrito y la provincia homónimos, ubicada en el departamento del Apurímac. Según el censo de 2005, tenía 1972 hab. Antabamba se encuentra a 3636 m s.n.m.
Antabamba se halla en una región rica en recursos minerales, tales como oro, plata, hierro y cobre, del último de los cuales procede su nombre. Destaca también la producción de fibras naturales de ovinos, caprinos y de camélidos andinos como alpacas, guanacos y llamas, de las cuales se obtienen fibras de gran calidad que abastecen al mercado textil.
Antabamba está conectada por carretera a las rutas departamentales AP-108, AP-110 y AP-109.

## Clima
| Parámetros climáticos promedio de Antabamba (territorios entre 3500 - 4000 m s. n. m.). | Parámetros climáticos promedio de Antabamba (territorios entre 3500 - 4000 m s. n. m.). | Parámetros climáticos promedio de Antabamba (territorios entre 3500 - 4000 m s. n. m.). | Parámetros climáticos promedio de Antabamba (territorios entre 3500 - 4000 m s. n. m.). | Parámetros climáticos promedio de Antabamba (territorios entre 3500 - 4000 m s. n. m.). | Parámetros climáticos promedio de Antabamba (territorios entre 3500 - 4000 m s. n. m.). | Parámetros climáticos promedio de Antabamba (territorios entre 3500 - 4000 m s. n. m.). | Parámetros climáticos promedio de Antabamba (territorios entre 3500 - 4000 m s. n. m.). | Parámetros climáticos promedio de Antabamba (territorios entre 3500 - 4000 m s. n. m.). | Parámetros climáticos promedio de Antabamba (territorios entre 3500 - 4000 m s. n. m.). | Parámetros climáticos promedio de Antabamba (territorios entre 3500 - 4000 m s. n. m.). | Parámetros climáticos promedio de Antabamba (territorios entre 3500 - 4000 m s. n. m.). | Parámetros climáticos promedio de Antabamba (territorios entre 3500 - 4000 m s. n. m.). | Parámetros climáticos promedio de Antabamba (territorios entre 3500 - 4000 m s. n. m.). |
| Mes                                                                                     | Ene.                                                                                    | Feb.                                                                                    | Mar.                                                                                    | Abr.                                                                                    | May.                                                                                    | Jun.                                                                                    | Jul.                                                                                    | Ago.                                                                                    | Sep.                                                                                    | Oct.                                                                                    | Nov.                                                                                    | Dic.                                                                                    | Anual                                                                                   |
| --------------------------------------------------------------------------------------- | --------------------------------------------------------------------------------------- | --------------------------------------------------------------------------------------- | --------------------------------------------------------------------------------------- | --------------------------------------------------------------------------------------- | --------------------------------------------------------------------------------------- | --------------------------------------------------------------------------------------- | --------------------------------------------------------------------------------------- | --------------------------------------------------------------------------------------- | --------------------------------------------------------------------------------------- | --------------------------------------------------------------------------------------- | --------------------------------------------------------------------------------------- | --------------------------------------------------------------------------------------- | --------------------------------------------------------------------------------------- |
| Temp. máx. media (°C)                                                                   | 17                                                                                      | 16.7                                                                                    | 16.6                                                                                    | 17.2                                                                                    | 17.3                                                                                    | 16.8                                                                                    | 16.4                                                                                    | 17.5                                                                                    | 17.8                                                                                    | 19.4                                                                                    | 18.9                                                                                    | 17.6                                                                                    | 17.4                                                                                    |
| Temp. media (°C)                                                                        | 10.1                                                                                    | 10.1                                                                                    | 10                                                                                      | 9.4                                                                                     | 8.2                                                                                     | 6.7                                                                                     | 6.2                                                                                     | 7.1                                                                                     | 8.9                                                                                     | 10.1                                                                                    | 10.1                                                                                    | 10.3                                                                                    | 8.9                                                                                     |
| Temp. mín. media (°C)                                                                   | 3.2                                                                                     | 3.6                                                                                     | 3.4                                                                                     | 1.7                                                                                     | -0.8                                                                                    | -3.4                                                                                    | -3.9                                                                                    | -3.3                                                                                    | 0                                                                                       | 0.8                                                                                     | 1.4                                                                                     | 3                                                                                       | 0.5                                                                                     |
| Fuente: climate-data.org                                                                |                                                                                         |                                                                                         |                                                                                         |                                                                                         |                                                                                         |                                                                                         |                                                                                         |                                                                                         |                                                                                         |                                                                                         |                                                                                         |                                                                                         |                                                                                         |

## Lugares de interés
- Templo San Salvador de Antabamba[2]